# Händler der vier Jahreszeiten
Händler der vier Jahreszeiten ist ein deutscher Spielfilm des Regisseurs Rainer Werner Fassbinder.
Der Filmtitel, eine wörtliche Übersetzung der französischen Bezeichnung eines fahrenden Obst- und Gemüsehändlers (marchand des quatre-saisons), wurde gelegentlich mit vorangestelltem Artikel angekündigt oder beschrieben.
Der Film wurde am 10. Februar 1972 in der Cinémathèque française in Paris uraufgeführt. Die deutsche Erstaufführung erfolgte am 10. März 1972 im Cinemonde in München; am selben Tag wurde der Film auch im ZDF ausgestrahlt.

## Handlung
Ende der 1950er Jahre: Hans Epp betreibt mit seiner Ehefrau Irmgard ein Gewerbe als ambulanter Obst- und Gemüsehändler. Aufgewachsen in einem vaterlosen Haushalt, wurde er von seiner lieblosen Mutter dominiert und erniedrigt. Seinen Wunschberuf als Mechaniker redet sie ihm aus; er soll einen Beruf ergreifen, bei dem man sich die Hände nicht schmutzig macht. Widerwillig besucht Hans das Gymnasium. Wohl als Ausflucht, verpflichtet er sich zur Fremdenlegion. Als er zurückkehrt, empfängt die Mutter ihn mürrisch mit den Worten: „Die besten bleiben draußen, so einer wie du kehrt zurück“. Hans geht zur Polizei. Dort muss er den Dienst quittieren, nachdem er von seinem Vorgesetzten in flagranti ertappt worden ist, als er sich von der Prostituierten Marile Kosemund bei einem Verhör zur Fellatio verführen lässt. Eine Frau, die für Hans die „große Liebe“ bedeutet, möchte ihn nicht heiraten, da er ihrer Familie nicht standesgemäß erscheint. Sie akzeptiert ihn nur als Liebhaber. So heiratet er Irmgard, mit der er eine Tochter zeugt.
Gemeinsam betreiben sie nun das Obstgewerbe. Irmgard zeigt allerdings wenig Achtung vor Hans, ist oft mürrisch, misstrauisch und verständnislos. Mehr Verständnis findet Hans bei seiner intellektuellen Schwester Anna, die in einer entscheidenden Situation allerdings auch keine Zeit für ihn hat. Kein Verständnis zeigen dagegen seine zweite Schwester Heide und deren karrieristischer Ehemann Kurt. Die ihn nicht beglückende Ehe mit Irmgard führt Hans dazu, sich häufig zu betrinken. Solchermaßen alkoholisiert, verprügelt er Irmgard im Ehebett, im Beisein der Tochter. Als Reaktion auf das von Irmgard eingereichte Scheidungsersuchen erleidet Hans einen Herzinfarkt. Während seines Krankenhausaufenthalts betrügt ihn Irmgard mit Anzell, einer Zufallsbekanntschaft. Das Ehepaar findet aber wieder zusammen, das ambulante Gewerbe wird fortgeführt; es floriert sogar so sehr, dass ein zweiter Verkaufskarren angeschafft werden kann. Da Hans aufgrund des Herzleidens keine schwere Arbeit mehr leisten kann – aus demselben Grund muss er sich vom Alkohol fernhalten –, wird ein Gehilfe eingestellt. Die Wahl fällt dabei ausgerechnet auf Anzell, Irmgards Ex-Liebhaber. Dieser erweist sich zwar als tüchtig, aber er wird von Irmgard, der die Situation peinlich ist, mit Hilfe einer Intrige weggemobbt. Hans, den es wieder in die Kneipe treibt, trifft dort auf Harry, einen guten Freund aus seiner Zeit als Fremdenlegionär. Harry übernimmt die Gehilfenstelle, zieht zu Hans und seiner Familie und wird auch von Irmgard und Tochter Renate anerkannt. Mit Harrys Hilfe floriert das Geschäft, Hans erntet erstmals Respektsbekundungen bei Nachbarn, Freunden und Verwandten. Gleichwohl fühlt er sich zunehmend überflüssig und verfällt in Depressionen. Schließlich zerbricht er seine Lieblingsschallplatte von Rocco Granata, der sang: „Alles was du willst, kannst du nicht haben, buona notte“. Nach Abschiedsbesuchen bei Personen, die in seinem Leben von Bedeutung waren, begibt sich Hans in seine Stammkneipe und trinkt sich zielstrebig zu Tode, indem er auf jeden Anwesenden, auf Verwandte, Bekannte, die Schule, die Polizei und die Fremdenlegion je einen Schnaps kippt, bis er zusammenbricht. Die Anwesenden, darunter auch Irmgard und Harry, sehen tatenlos zu und greifen nicht ein.
Auf der Heimfahrt von Hans’ Beerdigung bietet Irmgard Harry an, dessen Platz einzunehmen; und der sagt spontan „Okay“.

## Hintergründe
Fassbinder wollte nach eigenen Angaben ein „simples Melodrama ohne irgendwelche Mätzchen“ zeigen, die Geschichte eines Mannes, der von Frauen zerstört wird. Der Film wurde der Beginn der Fassbinder-Filme über Tod und Liebe. Produziert wurde er von Tango, d. i. Ingrid Caven, Rainer Werner Fassbinder und
Michael Fengler.

„Der HÄNDLER ist nach einer Zeit entstanden, in der ich mich sehr intensiv mit den Melodramen von Douglas Sirk beschäftigt habe, und ich hab’ ein paar Elemente, die ich da begriffen hatte, von denen ich auch begriffen hatte, daß das Publikum sie mag und sich dafür interessiert, halt da rein getan.“

Fassbinders langjährigem engen Vertrauten und Mitarbeiter Kurt Raab zufolge setzte Fassbinder mit diesem Film seiner Verwandtschaft „ein grausam ehrliches Denkmal“. Der Obsthändler Hans Epp, für den Filmwissenschaftler San-Joon Bae der „lebensmüdeste aller müden Verlierer Fassbinders“, war einem Onkel Fassbinders nachgebildet, der als fliegender Händler tätig gewesen sei, „von der Kundschaft geliebt, von der Familie aber gehaßt und geschaßt, gedemütigt und niedergemacht“. Fassbinder selbst, der innerhalb seines Verwandtschaftskomplexes frühzeitig ein Außenseiter war, sei dadurch bereits als Kind sensibilisiert worden für die Problematik von Familie und Verwandtschaft als „Gemeinschaft, in der [der] Konkurrenzkampf härter als anderswo ausgefochten wird, Neid, Mißgunst und Verachtung tödlich sein können, die Unterdrückungsmechanismen gnadenlos praktiziert werden und diejenigen, die es zu nichts bringen, auch im Stellenwert der Familie ganz unten bleiben und den Erfolgreichen als warnendes Beispiel dienen.“ Die Sensibleren sind die Verlierer, die Erfolgreichen sind die gefühlloseren, die sich an Status-Bildern orientieren, den persönlichen Vorteil nie aus den Augen verlieren.
Der Film sollte ursprünglich Der Obsthändler heißen, der dem Französischen angelehnte Titel wurde von dem Schweizer Filmemacher Daniel Schmid angeregt, der sich mitsamt seinem Lebensgefährten kurz zuvor der Fassbinder-Entourage angeschlossen hatte. Schmid wurde später vor allem durch die Verfilmung von Fassbinders umstrittenem Theaterstück Der Müll, die Stadt und der Tod bekannt.
Der nicht explizit in einen bestimmten historisch-gesellschaftlichen Rahmen gestellte Film spielt nach Ausweis der Kleider, Frisuren und Zimmereinrichtungen in den (späteren) 1950er Jahren. Eine Sonderrolle spielte dabei – wie fast immer – Hanna Schygulla, deren Frisur und Kleidung in die vorangegangene NS-Zeit verweisen. Einige Utensilien, speziell Telefone und Autonummern, verweisen dagegen auf die Entstehungszeit des Films. Da bei Fassbinder keine Kleinigkeit dem Zufall überlassen blieb, müssen solche Stilbrüche als bewusste Irritationen aufgefasst werden.
Die Filmaufnahmen wurden zum Teil in der privaten Mietwohnung (beziehungsweise dem dieser zugehörigen Hofgelände) des Regieassistenten Harry Baer gedreht. Baer erhielt daraufhin – nach einem Aufstand anderer Mietparteien – „wegen nächtlich tumultösem und daraufhin ungebührlich frechem Auftreten stets mehrerer Manns- und Weibspersonen“ die Kündigung präsentiert.
Die Fremdenlegionärsszene mit El Hedi ben Salem als Quäler wurde bei München auf einem Bundeswehr-Schießplatz an der Ingolstädter Straße gedreht. „Dort schaut’s immerhin etwas nach Marokko aus“, so Harry Baer, der nur andeutet („da kann sich jeder denken, was er will“), dass mit dem Wechsel vom eher unterwürfigen Günther Kaufmann zum sadistischen, zu Gewalttätigkeiten neigenden Salem, auch ein Wechsel bei Fassbinders Vorlieben eingetreten sei.
Die von Kurt Raab dargestellte Figur des karrieristischen Schwagers hat unverkennbar Ähnlichkeiten mit Fassbinders Stiefvater Wolff Eder. Raabs Stimme wurde vom Kameraassistenten Peter Gauhe synchronisiert, um „diesem Typen“ – laut Fassbinder – eine etwas menschlichere Note zu geben.
Marile Kosemund war der Titel eines poetischen Versuchs des lokal bekannten Zeitungsschreibers Siegfried Sommer, der in einer von ihm verfassten Kolumne als Spaziergänger Blasius einst über Fassbinder geurteilt hatte, das einzige, was dieser auszudrücken vermöge, seien die Pickel in seinem Gesicht.
Ingrid Fassbinder (= Ingrid Caven) agierte (formal?) als Produktionsleiterin, faktisch agierten Fassbinder und Fengler als Produzenten. Caven bezeichnete sich, wie Raab es ausdrückte, „mit Wollust“ als „Frau Fassbinder“ – gegen den Willen von Fassbinder („Wenn sie sich im Hotel als Frau Fassbinder anmeldet, krieg ich die Wut“), um sich so gegenüber ihren Konkurrentinnen Irm Hermann, Ursel Strätz und Hanna Schygulla abzuheben. Insbesondere Irm Hermann, die sich als die eigentliche und designierte „Frau Fassbinder“, als Fassbinders „Hauptfrau“ gefühlt hatte, sei davon extrem genervt gewesen. Gerade dies habe sie möglicherweise – vermutet Raab – zu schauspielerischer Höchstleistung angetrieben.
Das eifersüchtige Verhalten der Film-Irmgard korrespondierte mit dem Verhalten der sie darstellenden Irm Hermann, die eingestanden hat, dass sie krankhaft eifersüchtig gewesen sei, worauf Fassbinder mit Aggressionen und Gewaltausbrüchen reagiert habe.
Händler der vier Jahreszeiten markiert einen bedeutsamen Einschnitt in Fassbinders Werk. Seine vorangegangenen neun Kinofilme hatten elitären, nicht auf die Sehgewohnheiten eines größeren Publikums zugeschnittenen Charakter. Infolge der Rezeption der Filme von Douglas Sirk begann Fassbinder hier nun, eine mehr an den Wünschen des Publikums orientierte Filmsprache zu entwickeln. Er wollte populärer werden, ohne sich selbst zu verraten, ohne die zu vermittelnde Botschaft zu vernachlässigen – nach Ausweis der Kritik ist ihm dies auch nachhaltig gelungen.
Michael Töteberg beschrieb Fassbinders Perspektivwechsel anhand des veränderten Blicks auf den Menschen. Sei er früher darauf aus gewesen, den Kleinbürger zu entlarven, exemplarisch vor allem in dem Film Warum läuft Herr R. Amok?, so zeige er jetzt „die Menschen mit Liebe und Sympathie“ – „Zärtlichkeit mit den Figuren“ sei sein neues Motto, getragen von viel beiliegender Trauer, aber ohne Verachtung.
Händler der vier Jahreszeiten wurde im August 1971 an elf Drehtagen in München abgedreht. Die Produktionskosten beliefen sich auf 178.000 Deutsche Mark.

## Kritiken
Die zeitgenössische Kritik nahm den Film voller Begeisterung zur Kenntnis und überschüttete ihn mit Lobeshymnen:
- „der beste deutsche Film seit dem Krieg“ (Süddeutsche Zeitung)[14]
- „einer der wichtigsten deutschen Filme seit Jahren“ (Frankfurter Allgemeine Zeitung)[15]
- „ein vollendetes Melodram“ (Filmkritik)[16]
- „Auch heute noch besticht die Konsequenz, mit der Fassbinder sich auf das Wesentliche – die Figuren und ihre Beziehungen – konzentriert. Die rigorose und souveräne Reduktion in der formalen Gestaltung erzeugt klare und eindringliche Bilder, die ohne schmückendes Beiwerk auskommen […]. Die Geschichte wird nicht zu politischen oder gesellschaftlichen Ereignissen in Beziehung gesetzt […]. Die Orte der Handlung sind fast ausschließlich Innenräume oder Außenräume, die durch die filmische Behandlung zu Innenräumen werden […]. Auf diese Weise entsteht ein bedrückender und seltsam zeitloser hermetischer Raum ohne Perspektive und Ausweg.“ (Michael Niehaus)[17]
- „Ein realistischer Filmroman über die deutsche Wirtschaftswunderzeit […]. Fassbinder […] liefert also ein Beispiel, wie man mit den Methoden des Konsumkinos dieses über sich selbst hinaustreiben kann. Der Händler der vier Jahreszeiten ist stimmig auf einer Ebene direkter Wirklichkeitsbeobachtung, den Personen eignet aber auch eine gewisse mythologische Dimension, Situationen und Vorgänge besitzen jene Nuance theatralischer Stilisierung, die die Essenz des Fassbinder-Kinos ausmacht.“ (Ulrich Gregor)[18]
- Der Filmwissenschaftler Thomas Elsaesser urteilte rückblickend: „Händler der vier Jahreszeiten kann als Beispiel eines politischen Kinos angeführt werden, das ein Massenpublikum erreichte, weil seine subtilen und formal komplexen Mittel so kunstlos daherkommen und so genau diese Zugänglichkeit sicherstellten.“[19]
- Der Schriftsteller Rolf Dieter Brinkmann sah den Film in einer Kifferrunde als „doofen, kitschigen Film … wie wir gelacht haben über den stumpfen feierlich mit der Kamera und Arrangements vorgetragenen Kitsch, die dumpfe deutsche Mentalität, die daher schreitet und Bedeutsamkeit fabriziert, wie unlebendig doch alles war, richtiger Kitsch, Loreroman, der durch die Stilisierung ungeheuer lächerlich modern aufgeputzt worden war“.[20]

## Auszeichnungen
Der Film erhielt 1972 mehrere Auszeichnungen beim Deutschen Filmpreis:
- Filmband in Gold für Gestaltung (bester programmfüllender Spielfilm): R. W. Fassbinder
- Filmband in Gold für Darstellerische Leistung: Hans Hirschmüller und Irm Hermann

Insbesondere die Leistung von Irm Hermann wurde mit höchstem Lob bedacht („ganz außerordentlich“ – Urs Jenny in der Zeitschrift Filmkritik).